# Калин Орелът
„Калин Орелът“ е български игрален филм (драма) от 1950 година на режисьора Борис Борозанов, по сценарий на Орлин Василев. Оператор е Васил Холиолчев. Създаден е по едноименната пиеса на Никола Икономов. Музиката във филма е композирана от Парашкев Хаджиев.

## Сюжет
Действието на филма се развива през 1893 г., 15 години след освобождението на България от османско робство. Осиновената дъщеря на френския посланик Едит посещава Черния остров, на който работят каторжници в каменоломната. Сред тях е и българският революционер Калин, участник в Априлското въстание, по прякор Орелът. Впечатлена и натъжена от неговата съдба, Едит му помага да избяга. Той се укрива във Френското посолство в Цариград, но пазачът на крепостта идва да го търси и настоява за връщането му обратно на острова. Междувременно домоуправителят Жан като чува името на затворника, се досеща, че това е истинският баща на Едит и отива да съобщи новината на посланика. От една страна последният не иска да изпрати бащата на дъщеря си обратно в затвора, а от друга страна не иска да го прати и в България, за да не стане скандал и Калин да разбере истината. Решават да го изпратят в Америка, но Калин не се съгласява и с подправени документи заминава за България.
Едит междувременно разбира, че е дъщеря на избягалия каторжник и решава да замине също за България, за да го търси. През това време Калин се свързва с местните социалисти, узнава че Едит е негова дъщеря, но загива от ръката на наемен убиец. Едит и Жан пристигат късно, когато той е вече на смъртно легло.

## Състав

### Актьорски състав
| Роля                  | Изпълнител                          |
| --------------------- | ----------------------------------- |
| Калин                 | Иван Димов /народен артист/         |
| Анри дьо Монталамбер  | Борис Ганчев /заслужил артист/      |
| Елизабет              | Мария Ясникова                      |
| Едит                  | Петрана Ламбринова                  |
| Едмонд Барон де Тиер  | Ганчо Димитров                      |
| Жан                   | Стефан Петров                       |
| Дядо Стоян            | Константин Кисимов /народен артист/ |
| чорбаджи Черньо       | Стефан Савов /заслужил артист/      |
| Димчев                | Васил Кирков                        |
| Дядо Димитър          | Иван Касабов                        |
| Капитан Нури Бей      | Стефан Великов                      |
| Околийският началник  | Никола Попов                        |
| Млад адвокат          | Георги Гърдев                       |
| Атанас ковачът        | Христо Старейшински                 |
| Хаджи Пенчо Михалакев | Иван Куманов                        |
| Петърчо               | Петър Димов                         |
| Кънчо                 | Кънчо Бошнаков                      |
| Кръчмарят             | Аспарух Темелков                    |
| Цуцка                 | Милка Янакиева                      |

### Творчески и технически екип
| Сценарий                                            | Орлин Василев                                                        |
| Използвани са някои мотиви от едноименната пиеса на | Никола Икономов                                                      |
| Режисьор                                            | Борис Борозанов                                                      |
| Оператор                                            | Васил Холиолчев                                                      |
| Музика                                              | проф. Парашкев Хаджиев                                               |
| Монтаж                                              | Елена Попова                                                         |
| Помощник режисьори                                  | Йордан Величков Атанас Георгиев                                      |
| Помощник оператор                                   | Емануил Пангелов                                                     |
| Консултант художник                                 | проф. Иван Пенков                                                    |
| Художници                                           | Александър Миленков арх. Владимир Лазаров                            |
| Проекти за костюми                                  | Невена Тузсузова                                                     |
| Костюми                                             | Пелагия Видинска                                                     |
| Грим                                                | Георги Сечанов                                                       |
| Осветление                                          | Васил Палашев                                                        |
| Скриптор                                            | Леополд Бонев                                                        |
| Помощник директор                                   | Дончо Тодоров                                                        |
| Тон                                                 | Парлапанов-Попов Георги Попов Николай Попов                          |
| Директор на продукцията                             | Александър Христов                                                   |
| Distributed by                                      | Национален филмов център Българска кинематография /Copyright © 1950/ |